# Ордена Российской империи

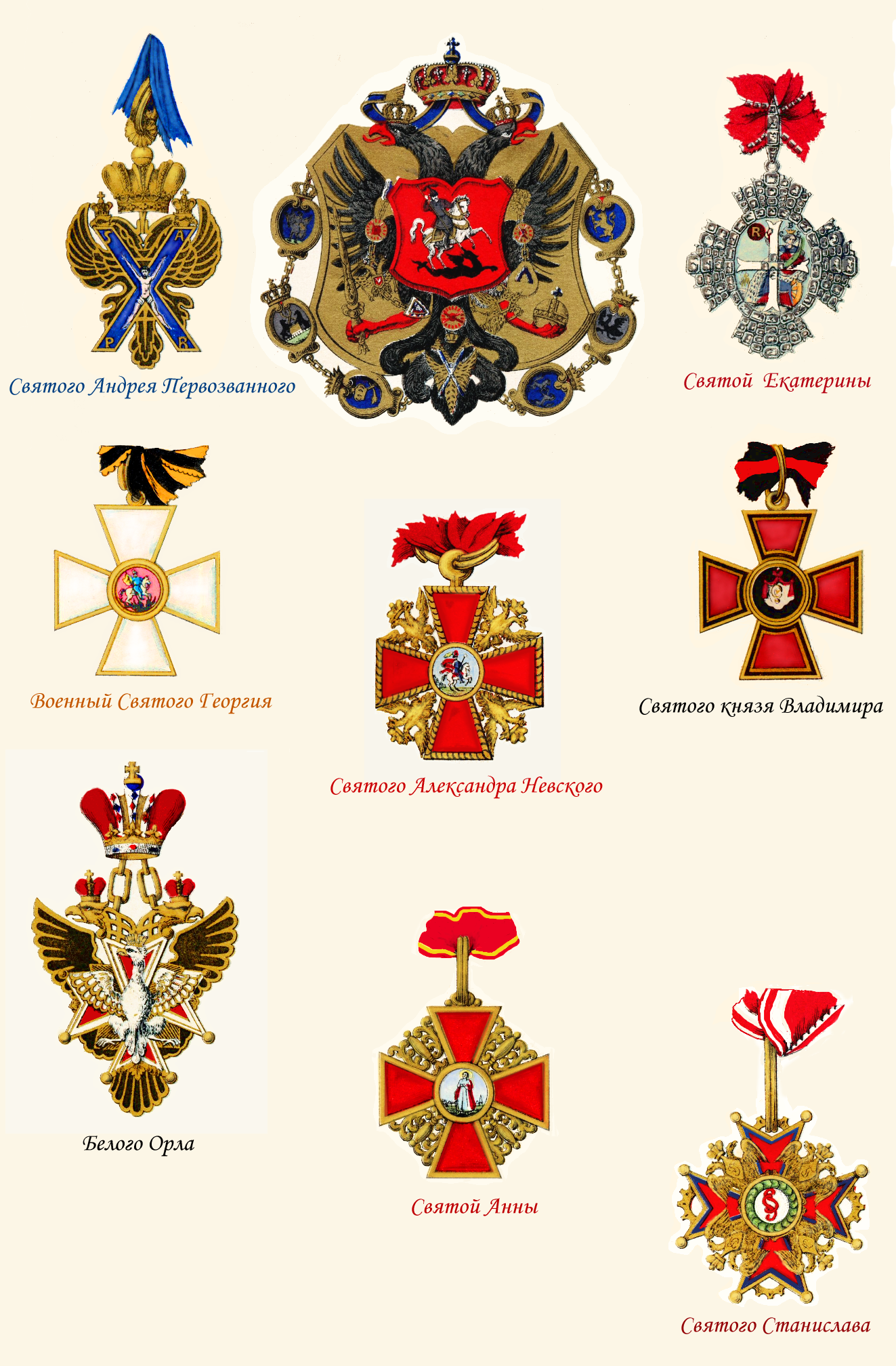
Знаки орденов Российской империи

Ордена Российской империи — почётные награды (знаки отличия) девяти наименований, пожалование которых российскими монархами производилось с 1698 по 1917 годы.
Пётр I учредил первый орден России в 1698 году, но почти сто лет после того наградная система в Российской империи регулировалась указами по отдельным орденам. Заслуги кавалеров из высшей аристократии и генералитета определялись по личному усмотрению монарха, что не создавало проблем в силу существования до правления Екатерины II только трёх орденов. Екатерина II для охвата широких слоёв дворянства ввела два новых ордена с четырьмя степенями каждый, усовершенствовав, но и значительно усложнив орденскую систему в государстве.
Первым общим законом об орденах Российской империи стало утверждённое Павлом I в день своей коронации (5 апреля 1797 года) «Установление о российских императорских орденах», которым впервые официально была установлена иерархия императорских наград и создан единый орган управления наградным производством — Российский кавалерский орден (Кавалерское общество). Согласно установлению, верховным начальником (гроссмейстером) ордена мог быть только император, непосредственное руководство орденом возлагалось на его канцлера из числа кавалеров ордена Св. Андрея Первозванного.

## История
В Средние века слово «орден» означало духовно-рыцарскую организацию, каждый член которой имел отличительный знак — крест определённой формы и цвета, вырезанный из ткани и пришитый на рыцарскую одежду. Со временем появился новый знак — звезда. К XVIII веку звёзды стали изготавливать из металла, и носили их на лентах, цвет которых соответствовал цвету орденского плаща (мантии). Матерчатые звёзды, расшитые блёстками и позументом, существовали до первой половины XIX века. Позже такие знаки разных степеней стали вручаться государственным деятелям, чьи заслуги сделали их достойными (на взгляд монарха) вступления в орден награждённых царской милостью. Потому и говорили, знак к ордену такому-то, звезда к ордену такому-то.
На Руси в эпоху Раннего Средневековья наградой стала служить гривна — шейный браслет, выкованный из драгоценного металла. Кроме того, существовал обычай награждать золотой цепью с крестом. До конца XVII века в качестве награды использовались «деньги» (не монеты), которые ковались из серебряной проволоки. Деньги стали прототипом массовой солдатской награды. В конце XVII века наградой стал «золотой» — медаль в форме монеты с изображением герба Москвы. Эта награда выдавалась всем участникам боёв и походов, включая и мирное население. «Золотые» нашивали на рукав кафтана или шапку, носили на цепи на шее, подобно портретным медалям Западной Европы. В Новое время понятие «орден» стало обозначать собственно наградные знаки.
После воцарения Петра I ещё несколько лет военной наградой оставалась золотая медаль и золотые копейки (или алтын) для рядовых воинов. В первые сто лет своего существования звезда к высшему ордену Св. Андрея Первозванного была матерчатая и нашивалась на кафтан, и только к XIX веку стала изготавливаться из серебра.
- Первый орден Российской империи — орден Святого апостола Андрея Первозванного был учреждён царём Петром I 30 ноября 1698 году «в воздаяние и награждение одним за верность, храбрость и разные нам и отечеству оказанные заслуги». Орден стал высшей наградой Российской державы для крупных чинов. В царствование Петра I орденом были награждены 24 россиянина и 14 иностранцев. Сам царь оказался шестым по порядку награждения. Первым кавалером ордена стал генерал-адмирал Фёдор Алексеевич Головин, получивший награду 10 марта 1699 года. При Екатерине I орденом награждено 18 человек, при Петре II — 5, при Анне Ивановне — 24, при Елизавете Петровне — 83, при Петре III — 15, при Екатерине II — 100 человек.
- Второй орден, ставший высшей наградой для дам, учредил также Пётр I 24 ноября (5 декабря) 1714 года в честь своей супруги Екатерины Алексеевны — орден Святой великомученицы Екатерины. Орден имел две степени — большого креста (предназначалась для особ царской крови) и меньшего креста, или кавалерственного (награждались претендентки из высшего дворянского сословия — жёны крупных государственных деятелей и военачальников за общественно полезную деятельность, с учётом заслуг их мужей, а также иностранные подданные). Число дам большого креста не должно было быть больше 12, меньшего — 94. Пётр I удостоил этим орденом только свою жену, последующие награждения произошли уже после его смерти. В царствование Екатерины I, Елизаветы Петровны — 13, Екатерины II — 41, при Александре I награждены орденом 139 дам, во время правления Александра II — 112, Александра III — 64, Николая II — 105. Всего с 1713 по 1917 год орденом были награждены 734 дамы. Формально женский Орден Святой Екатерины стоял на втором месте в иерархии наград. Последней по времени награждения — 21 декабря 1916 года — стала внучка Н. М. Карамзина, жена генерал-майора графа В. П. Клейнмихеля графиня Екатерина Петровна Клейнмихель (урожд. княжна Мещерская, 1843—1925), начальница Ялтинской общины сестер Красного Креста. 5 (16) февраля 1727 года орденом Святой Екатерины был награждён единственный представитель мужского пола — малолетний князь А. А. Меншиков, отличавшийся чрезмерной застенчивостью.
- Третий орден учредила в 1725 году императрица Екатерина I, вскоре после смерти своего мужа императора Петра I. Орден Святого Александра Невского стал наградой на ступень ниже, чем орден Св. Андрея Первозванного, для отличия не самых высших чинов государства.
- В 1769 году Екатерина II ввела «Военный орден Святого Великомученика и Победоносца Георгия», ставший наиболее уважаемым из-за его статута. Данный орден возлагался вне зависимости от офицерского чина за военные подвиги:

«Ни высокая порода, ни полученные пред неприятелем раны, не дают право быть пожалованным сим орденом: но дается оный тем, кои не только должность свою исправляли во всем по присяге, чести и долгу своему, но сверх того отличили ещё себя особливым каким мужественным поступком, или подали мудрые, и для Нашей воинской службы полезные советы…». Офицеры гордились орденом Св. Георгия 4-го класса как никаким другим, так как добывался он собственной кровью и являлся признанием личного мужества награждённого.
- Также Екатерина II в день 20-летнего юбилея своего царствования в 1782 году учредила пятый российский орден. Императорский орден Святого Равноапостольного Князя Владимира в 4-х степенях стал более демократичной наградой, позволившей охватить широкие круги государственных служащих и офицеров.
- Павел I в 1797 году ввёл в систему наград орден Святой Анны, самый младший в иерархии российских орденов до 1831 года. На время своего короткого царствования он также учредил экзотический Мальтийский крест, отменённый его сыном, Александром I. Павел I реформировал наградную систему, исключил за время правления ордена Св. Георгия и Св. Владимира из числа императорских орденов из-за ненависти к своей матери. Однако после его смерти Александр I 12 декабря 1801 года подписал манифест «О восстановлении орденов Св. Георгия и Св. Владимира во всей их силе…».
- Самым важным нововведением императора Александра I в наградной системе стало введение причисленного к военному ордену Св. Великомученика и Победоносца Георгия Знака отличия Военного ордена для нижних чинов и рядовых. 13 февраля 1807 года император подписал манифест «Об учреждении особенного Знака отличия… Военного ордена».
- После включения Царства Польского в состав Российской империи Николай I нашёл полезным включить с 1831 года в состав императорских и царских орденов польские ордена Белого орла и Святого Станислава[2]. Польский орден Virtuti militari в состав императорских и царских орденов не вошёл, но вручался за подавление Польского восстания под официальным именованием «Польский знак отличия за военное достоинство» с 1831 по 1843 год[3][4]. В 1857 году этот знак отличия был приравнен к российским медалям и стал носиться в одном ряду с ними, по времени пожалования[5].

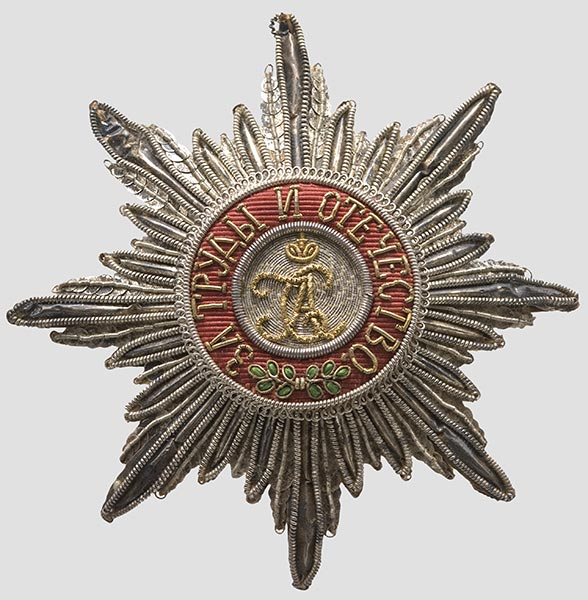
Вышитая звезда к ордену Св. Александра Невского, 1840

В XVIII веке звёзды к орденам изготавливали шитыми. На кожаной подложке толстой серебряной или позолоченной нитью вышивали звезду с матерчатыми вставками. С начала XIX века стали появляться металлические звезды, обычно из серебра и реже из золота, которые вытеснили вышитые звезды только к середине XIX века. Для украшения звезд и знаков использовали бриллианты или так называемые «алмазы», то есть гранёные камешки горного хрусталя. Встречаются звезды, в которых владелец заменял часть бриллиантов на такие «алмазы»; вероятно, в силу материальных затруднений.
До 1826 года жалование кавалером российского ордена любой степени давало награждённому право на получение потомственного дворянства (не являлось достаточным условием, но уважительной причиной). С 1845 года награждённые только орденами Св. Владимира и Св. Георгия любых степеней получали права потомственного дворянства, в то время как для других орденов требовалось награждение высшей 1-й степенью. Указом от 28 мая 1900 г. награждённый орденом 4-й степени Св. Владимира получал права только личного дворянства.
После Октябрьской революции награждение орденами и медалями Российской империи в советской России было прекращено. Однако главы Российского Императорского Дома (Дома Романовых) в изгнании, продолжили жаловать рядом наград Российской империи. Информация о таких пожалованиях содержится в статье Пожалования титулов и орденов Российской империи после 1917 года.

## Таблица орденов Российской империи
| Орден                                         | Год учреждения | Девиз                                              | Степени                         | Количество награждений   | Примечания |
| --------------------------------------------- | -------------- | -------------------------------------------------- | ------------------------------- | ------------------------ | --- |
|                                               |                |                                                    |                                 |                          | |
| Св. апостола Андрея Первозванного             | 1698           | «За веру и верность»                               | одна                            | 900—1100                 | Первый и высший орден до 1917 года. Награждались только высшие чины. Восстановлен в России как государственная награда в 1998 году. |
|                                               |                |                                                    |                                 |                          | |
| Св. Екатерины                                 | 1714           | «За любовь и Отечество»                            | две                             | 724                      | Женский орден. Награждали дам высшего света за общественно полезную и благотворительную деятельность, а также великих княгинь по праву рождения. Восстановлен в России как государственная награда в 2012. |
|                                               |                |                                                    |                                 |                          | |
| Военный Св. Георгия                           | 1769           | «За службу и храбрость»                            | 1-я ст. 2-я ст. 3-я ст. 4-я ст. | 25 125 625 более 10 тыс. | Орден за военные заслуги, наиболее уважаемый в российском обществе. Орденом 4-й степени награждали также за выслугу лет (примерно 3/4 от всех награждений). Восстановлен в России как государственная награда в 2000 году. |
|                                               |                |                                                    |                                 |                          | |
| Св. князя Владимира                           | 1782           | «Польза, честь и слава»                            | четыре                          | 1-я степень: 500—600     | 1-й степенью награждались только высшие чины. |
|                                               |                |                                                    |                                 |                          | |
| Св. Александра Невского                       | 1725           | «За труды и Отечество»                             | одна                            | 3000                     | В 1942 году орден Александра Невского (с несколько изменённым названием) был восстановлен как воинская награда СССР. Возобновлён в современной России, но уже как общегражданская награда. |
|                                               |                |                                                    |                                 |                          | |
| Белого орла                                   | 1831           | «Pro fide, rege et lege» / «За веру, царя и закон» | одна                            | 4018                     | Польский орден, основанный в 1705 году. После присоединения Царства Польского к Российской империи вошёл в наградную систему империи 17 ноября 1831 года. |
|                                               |                |                                                    |                                 |                          | |
| Св. Анны                                      | 1797           | «Любящим правду, благочестие и верность»           | четыре                          | Несколько сотен тыс.     | Орден существовал с 1735 года в немецком княжестве Гольштейн. В правление Екатерины II стал династическим орденом Российского Императорского Дома. Первые награждения этим орденом проводились только как императорской династической наградой. Введён в систему императорских наград Павлом I. Один из самых массовых орденов. |
|                                               |                |                                                    |                                 |                          | |
| Св. Станислава                                | 1831           | «Награждая, поощряет»                              | три                             | Сотни тыс.               | Польский орден, основанный в 1765 году и включённый в систему российских наград после присоединения Царства Польского к империи. Самый массовый орден для награждения, прежде всего, чиновников. |
|                                               |                |                                                    |                                 |                          | |
| Св. Иоанна Иерусалимского — Мальтийский крест | 1798           |                                                    | три                             | 1500                     | Введён в систему императорских наград Павлом I. С 1801 года награждения не производились, с 1817 года считался в России иностранным. |
|                                               |                |                                                    |                                 |                          | |

## Старшинство и порядок пожалования орденов
Порядок пожалования и старшинство орденов были закреплены законодательно в Своде государственных учреждений и отдельно для военных орденов в Своде военных постановлений. Ниже приведено старшинство орденов по Своду учреждений от 1892 года (старшие ордена выше).
| - Орден Андрея Первозванного        | - Орден Святой Екатерины |                         |
| - Орден Святого Владимира           |                          | - Орден Святого Георгия |
| - Орден Святого Александра Невского |                          |                         |
| - Орден Белого Орла                 |                          |                         |
| - Орден Святой Анны                 |                          |                         |
| - Орден Святого Станислава          |                          |                         |

Примечания:
1. Орден Св. Екатерины как исключительно женский орден был вне общей иерархии, по своему статусу может рассматриваться на уровне ордена Святого Андрея Первозванного.
2. Орден Св. Георгия также рассматривается вне иерархии, как орден исключительно за боевые заслуги, по своему статусу соответствует ордену Св. Владимира, а по правилам ношения уступает только ордену Святого Андрея Первозванного.

Предусматривалась следующая постепенность (очерёдность) вручения орденов:
1. Святого Станислава III степени;
2. Святой Анны III степени;
3. Святого Станислава II степени;
4. Святой Анны II степени;
5. Святого Владимира IV степени;
6. Святого Владимира III степени;
7. Святого Станислава I степени;
8. Святой Анны I степени;
9. Святого Владимира II степени;
10. Белого Орла;
11. Святого Александра Невского;
12. Святого Александра Невского с бриллиантовыми украшениями.

Ордена Св. Анны 4-й степени и Св. Георгия всех степеней как военные награды не участвовали в общей постепенности награждения. Высшие ордена Св. Андрея Первозванного, Св. Екатерины, Св. Владимира 1-й степени также исключались из законодательно закреплённого списка постепенности, этими орденами награждал лично император по своему усмотрению. Для прочих орденов соблюдался принцип постепенного награждения от низшего ордена к высшему с соблюдением соответствующей выслуги лет и соответствия чина.
Очерёдность могла быть нарушена. В виде первоначальной награды разрешалось удостаивать старшими орденами, минуя младшие, в случаях, когда награждаемый имел чин достаточно высокого класса по табели о рангах. Кавалерам ордена Св. Георгия 4-й степени, прослужившим в офицерских чинах не менее 10 лет, дозволялось вручение Станислава 2-й степени, минуя 3-ю степень орденов Св. Станислава и Св. Анны.

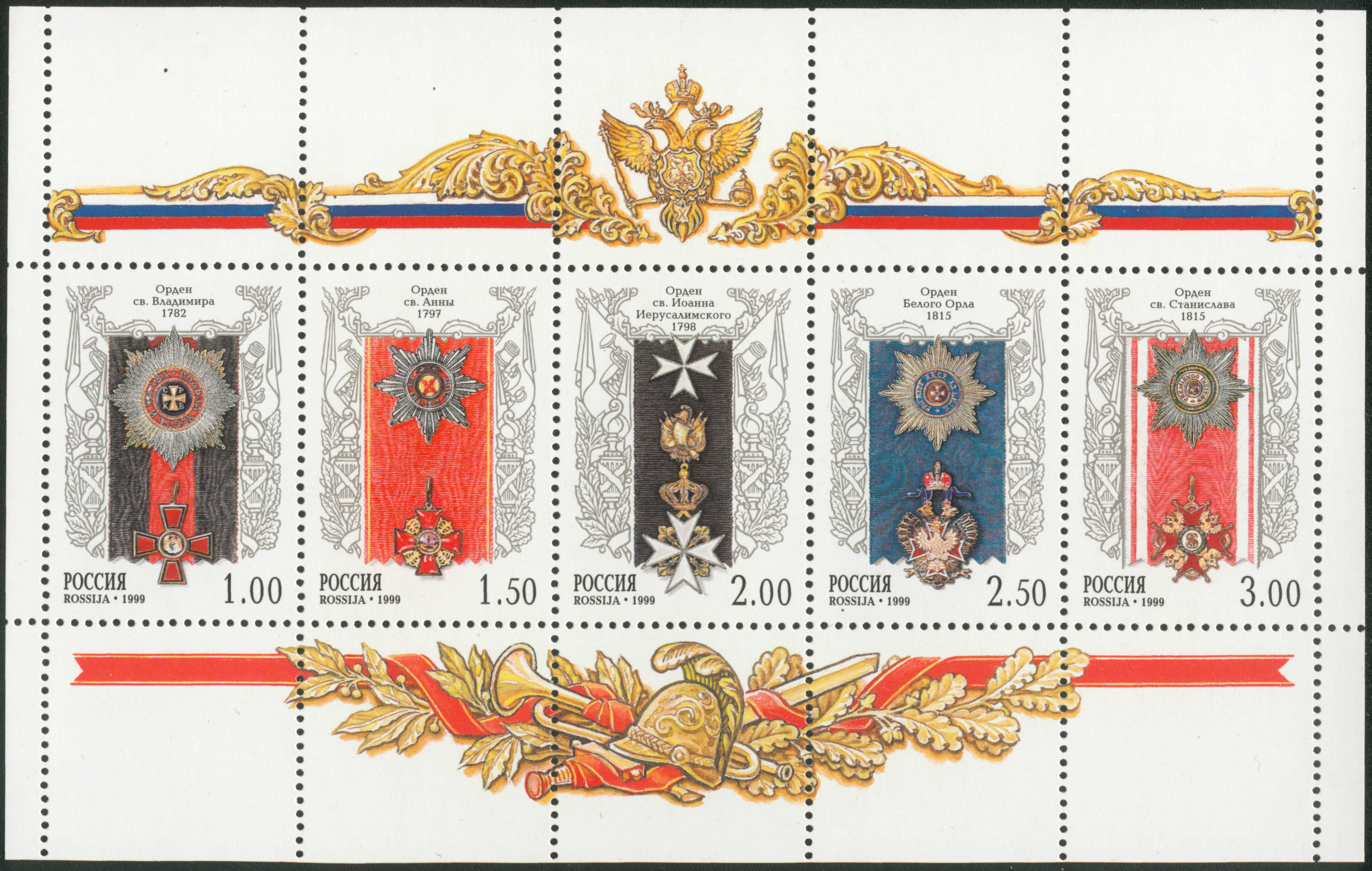
Серия из пяти почтовых марок России 1999 года с орденами Российской империи

## Женские ордена
- Орден Святой Екатерины.
- Знак отличия Святой Равноапостольной Княгини Ольги (состоялось единственное награждение в 1916 году).

## Ордена для не христиан
С августа 1844 года на наградах, которые вручались подданным не христианского вероисповедания, изображения христианских святых и их вензелей на орденах Св. Георгия, Св. Владимира, Св. Анны и т. д.) были заменены государственным гербом Российской империи — двуглавым орлом. Это было сделано «чтобы при удостоении азиатцев (в дальнейшем всех не христиан) к наградам, всегда означаемо было вероисповедание их». В 1913 году, с принятием нового статута Военного Ордена на ордена Святого Георгия и Георгиевские кресты было возвращено изображение всадника, поражающего дракона, и его вензеля.

## Принципы наградной системы
Наградная система Российской империи базировалась на следующих принципах.
1. Награждение орденами, подразделявшимися на несколько степеней, производилось только последовательно начиная с низшей степени. Это правило практически не имело исключений (кроме всего нескольких случаев в отношении ордена Святого Георгия).
2. Ордена, вручаемые за военные подвиги (кроме ордена Святого Георгия), имели особое отличие — перекрещённые мечи и бант из орденской ленты.
3. Было установлено, что орденские знаки низших степеней снимаются при получении более высоких степеней данного ордена. Это правило имело исключение принципиального характера — ордена, пожалованные за военные подвиги, не снимались и в случае получения более высоких степеней этого ордена; равным образом кавалеры орденов Святого Георгия и Святого Владимира носили знаки всех степеней этого ордена.
4. Была практически исключена возможность получить орден данной степени повторно. Это правило соблюдалось и неуклонно соблюдается до настоящего времени в наградных системах подавляющего числа стран («новации» появились только в советской наградной системе, а вслед за ней — и в наградных системах ряда социалистических стран).

## Орденская администрация (капитул)
Павлом I Был учреждён Российский кавалерский орден, который ведал изготовлением орденских знаков, медалей, наградного офицерского оружия, а также вручением самих наград и удостоверений к ним. С 1798 года он стал официально именоваться Орденским капитулом, в дальнейшем в официальных документах использовалось также именование Капитул российских орденов. При Капитуле числились кавалерские думы, советы из наиболее уважаемых кавалеров определённых орденов, занимавшихся на своих собраниях рассмотрением дел о награждении низшими степенями соответствующих орденов.
В 1842 году Капитул был присоединен к Министерству императорского двора, а пост канцлера Капитула занимал министр двора. Верховным начальником (гроссмейстером) российских орденов всегда оставался император.
Постановлением наркома имуществ В. А. Карелина, опубликованным 9 (22) января 1918 года, Капитул орденов был упразднён.